# Krymský most (Moskva)
Krymský most (rusky Крымский мост) je visutý silniční most v Moskvě. Překlenuje řeku Moskvu, čímž spojuje Krymské náměstí a ulici Krymský val. Je součástí tzv. Sadového kolca. Postaven byl v rámci stalinské přestavby Moskvy roku 1938.

## Historie
Na místě současného mostu se původně nacházel Krymský brod, pojmenovaný podle blízkého Krymského dvora. V něm přebývali v 16.–17. století poslové a obchodníci z Krymského chanátu. Brod byl poměrně významný, neboť přes něj vedla silnice z Moskvy do Kalugy. Když byl ovšem v letech 1783–1786 nedaleko vystavěn Odvodňovací kanál, hladina řeky Moskvy se v těchto místech zvedla, a bylo tak nevyhnutelné přistoupit ke stavbě mostu.
V roce 1789 byl zbudován první dřevěný pontonový most. Ten byl pouze sezónní, v zimě nebyl na zamrzající řece potřeba a velká voda při jarním tání by jej mohla odnést, instalován byl tedy vždy až později na jaře.
V letech 1872–1873 byl dřevěný most nahrazen stálým kovovým. Příhradová nýtovaná konstrukce byla z obou stran dekorována neogotickými věžičkami, středem vedla tramvajová kolej. Velkou nevýhodou nového mostu byla jeho nedostatečná šířka, vedle tramvajové dráhy se na něj vešly už jenom dva jízdní pruhy.
Roku 1920 proběhla soutěž na návrh tří nových mostů přes řeku Moskvu – Velkého kamenného mostu, Velkého krasnocholmského mostu a Krymského mostu. Žádný projekt se nakonec nedočkal realizace. Téma stavby nového Krymského mostu se znovu otevřelo na počátku 30. let v souvislosti s pracemi na generálním plánu rekonstrukce Moskvy. Ve výběrovém řízení roku 1935 zvítězil kolektiv architekta Alexandra Vasiljeviče Vlasova. Původní most byl před začátkem výstavby provizorně posunut o 50 m níže po proudu řeky, po otevření mostu 1. května 1938 byl demontován.
V říjnu 1941, když se německá armáda blížila k Moskvě, byl most podminován a připraven k vyhození do povětří.

## Konstrukce
Typ konstrukce, kterou použili inženýr Boris Petrovič Konstantinov a architekt Alexandr Vasiljevči Vlasov, není příliš častý. Pylony vysoké 28,7 m stojí zvlášť a nejsou spojené. Přes pylony jsou nataženy 297 m dlouhé řetězy. Celková hmotnost kovových konstrukcí je 10 tisíc tun, zhotoveny byly ve východoukrajinském Kramatorsku.
Železobetonové nájezdy k mostu jsou obloženy žulou a uvnitř jsou umístěny garáže. Z mostu na nábřeží je možno sejít po schodištích.

## Galerie

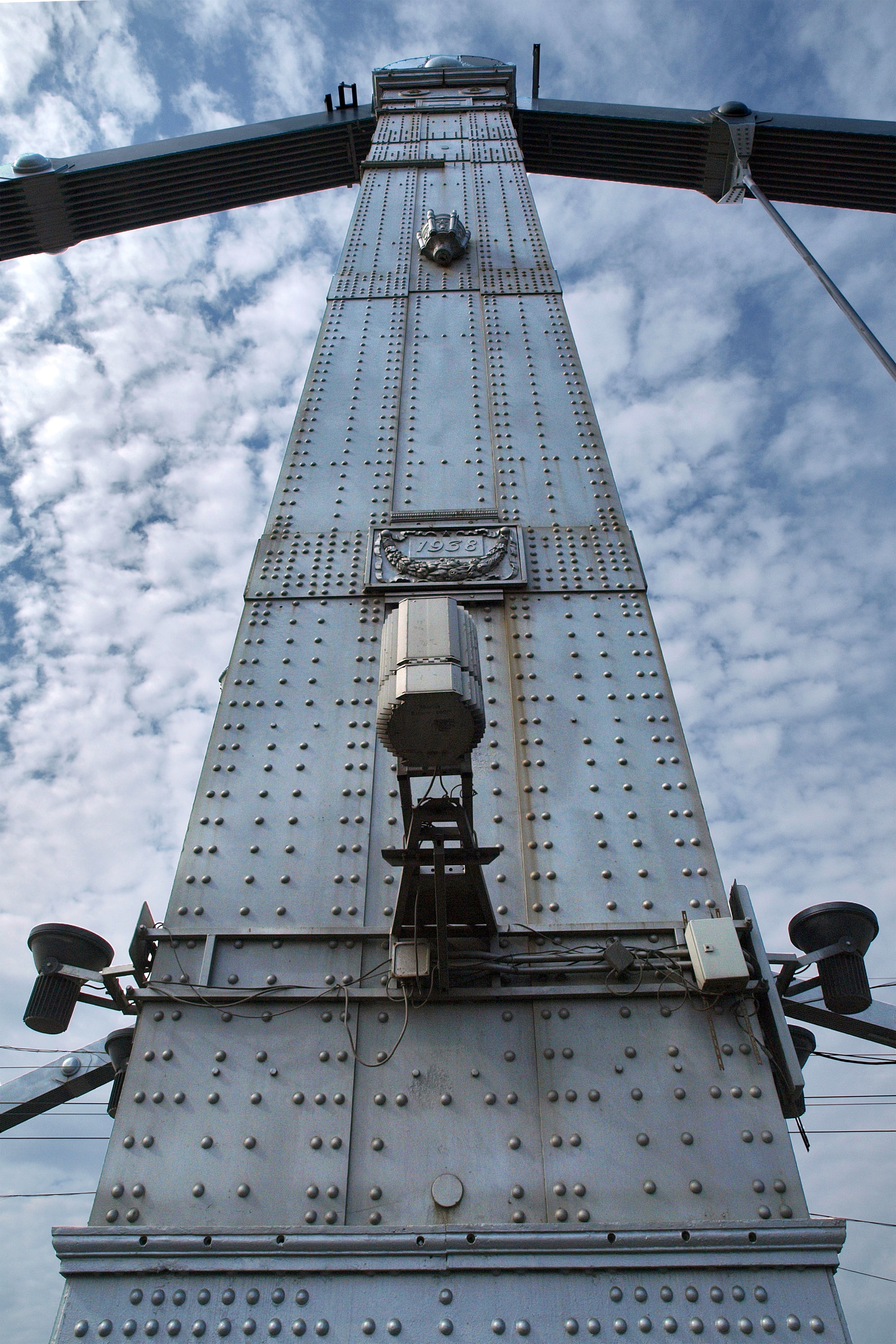
Pylon krymského mostu
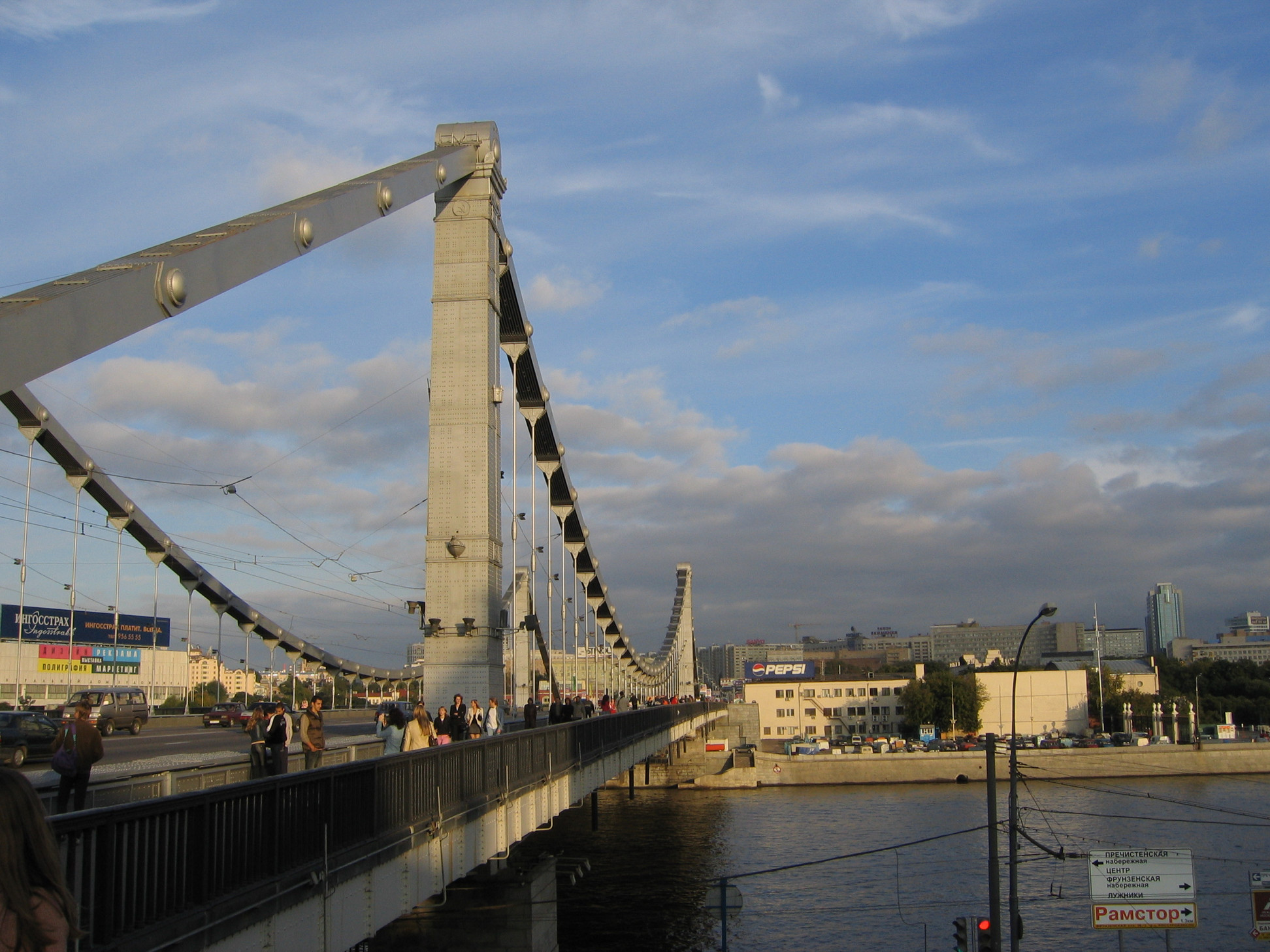
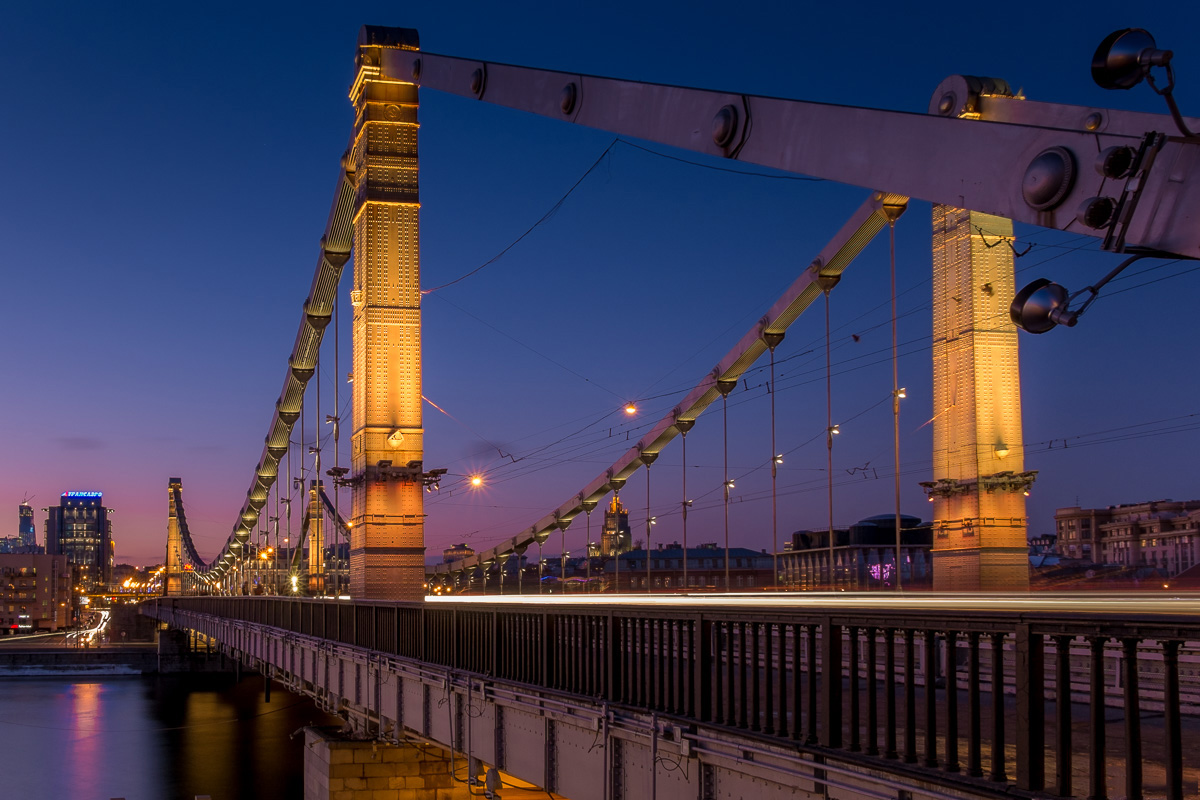
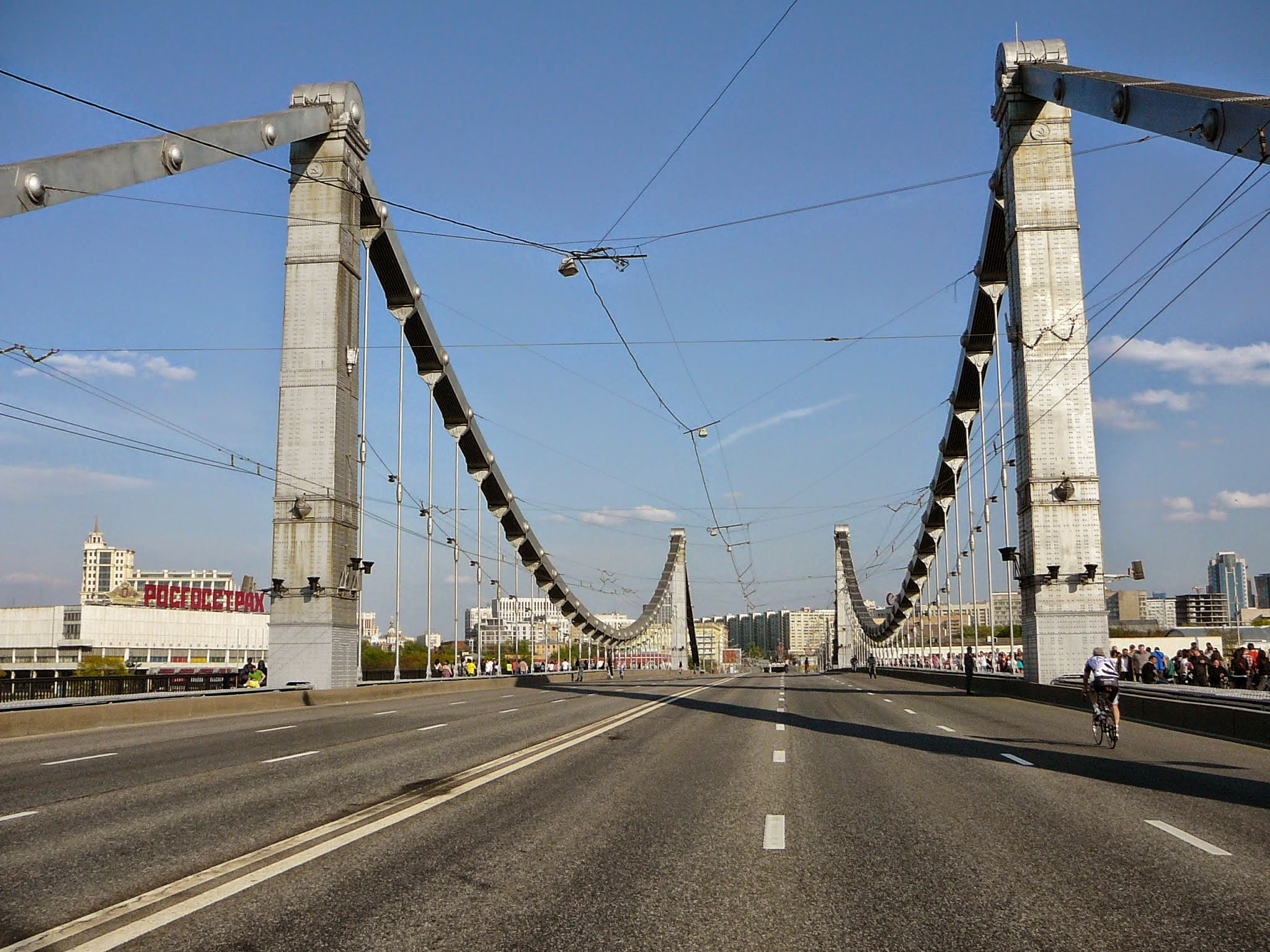
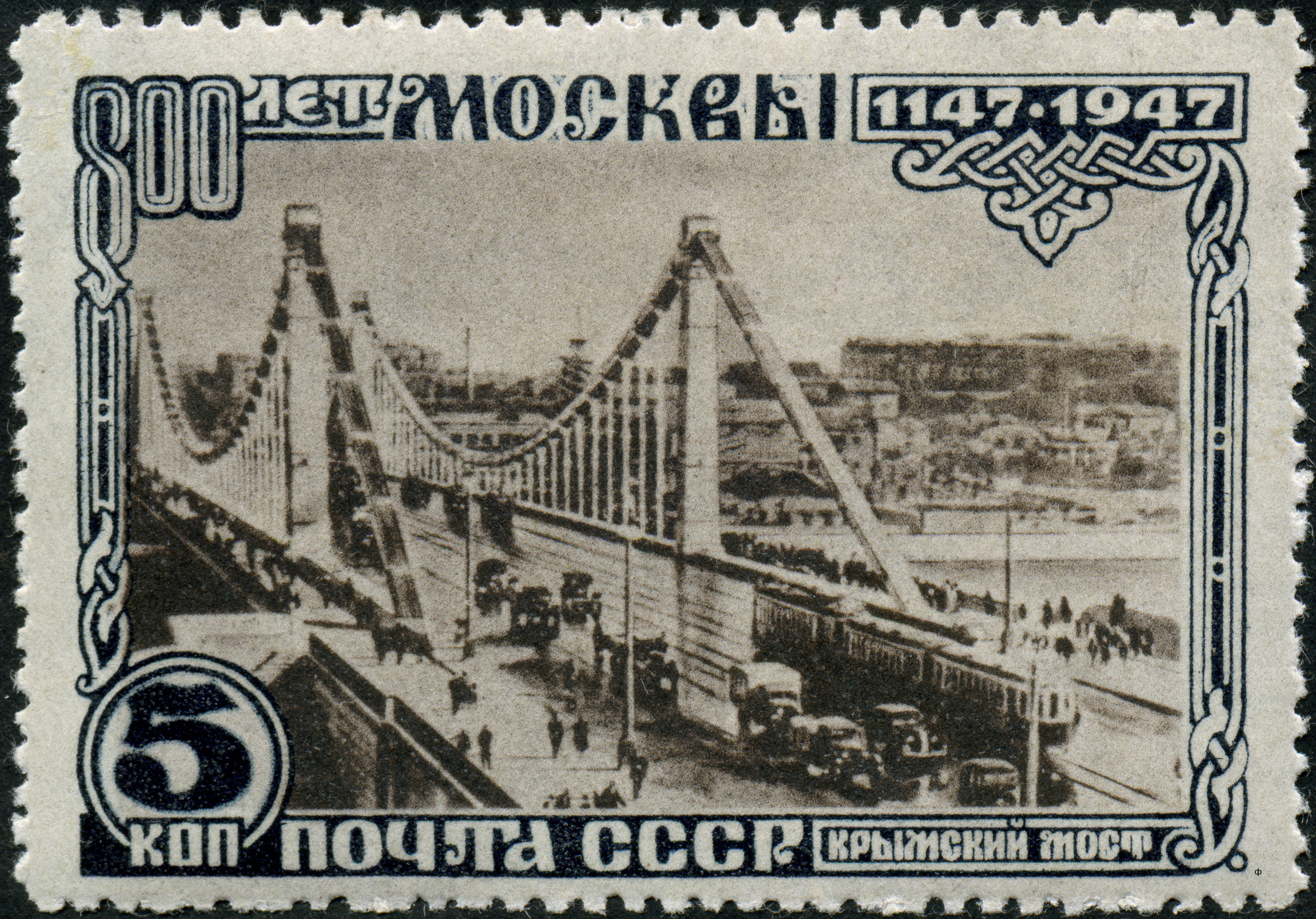
Známka z roku 1947